# Naufrage du 25 juillet 2019 en Méditerranée
Une embarcation fait naufrage au large de la Libye le jeudi 25 juillet. Au moins 110 personnes sont portées disparues mais le bilan pourrait être bien plus lourd. Il s'ajoute aux 426 personnes déjà disparues en mer Méditerranée entre janvier et juillet 2019.

## Réactions
Le Haut Commissaire des Nations unies pour les réfugiés (HCR), Filippo Grandi, parle de « la pire tragédie en Méditerranée cette année ».

## Circonstances
Les survivants ont raconté aux médecins de Médecins sans frontières (MSF) qu'ils avaient quitté la côte libyenne le mercredi 24 juillet au soir, sur trois bateaux attachés les uns aux autres, puis ont essayé de faire demi tour. Les bateaux ont coulé à quelques kilomètres du rivage libyen,, au large de la ville libyenne de Khoms. Les chiffres varient selon les sources : d'après MSF, près de 400 personnes se trouvaient à bord et seulement 135 ont été secourues. L’Organisation internationale pour les migrations (OIM) parle de 145 personnes secourues et 110 portées disparues; la marine libyenne évoque 134 rescapés et 115 disparus. Les premiers secours ont compté au moins 70 corps qui flottaient. 
Selon MSF, au moins une centaine de survivants, Érythréens, Palestiniens, Soudanais, ont été secourus par des pêcheurs et reconduits en Libye où ils seront secourus par des ONG, puis placés dans des centres de détention, dans des conditions décrites par Julien Raickmann, chef de mission Médecins sans Frontières, sur France Inter: les personnes sont enfermées dans « des écoles dont on a muré les fenêtres où il y a des personnes entassées avec un mètre carré par personne, on meurt de tuberculose, on est torturé, violé et vendu. C’est ça les conditions de détention aujourd’hui en Libye ». Selon l’OIM, au moins 5 200 personnes étaient détenues ainsi en Libye en 2019.
Le même jour, 135 migrants sont secourus puis bloqués sur un navire des garde-côtes italiens, le Gregoretti.